# Вельово
Вельово е село в Североизточна България. То се намира в община Антоново, област Търговище.

## География
Село Вельово се намира в планински район.

## История
1. ↑  www.grao.bg